# Karl Malmström
Karl Malmström (nacido el 27 de diciembre de 1875, murió el 6 de septiembre de 1938) fue un nadador (salto) sueco que participó en los Juegos Olímpicos de Londres 1908 en los que ganó la medalla de plata olímpica al terminar dicha competición detrás de su compatriota Hjalmar Johansson.